# U 307
U 307  war ein deutsches U-Boot des Typs VII C. Es wurde von der deutschen Kriegsmarine während des U-Boot-Krieges im Zweiten Weltkrieg im Nordatlantik und im Eismeer eingesetzt. Das Boot wurde dabei zur Unterstützung der Wetterstationen der Wehrmacht in der Arktis verwendet und war mehrfach an Angriffen auf alliierte Nordmeergeleitzüge beteiligt.

## Technische Daten
Die Flender Werke AG in Lübeck wurde im Rahmen des Z-Plans bereits vor Kriegsbeginn in das deutsche U-Bootbauprogramm eingebunden. U 307 gehörte zum fünften Bauauftrag, der an diese Werft erging und insgesamt vier U-Boote beinhaltete – alle vom Typ VII C.
Ein solches Boot hatte eine Verdrängung von 761 m³ über und 865 m³ unter Wasser, war 67,1 m lang und 6,2 m breit und hatte einen Tiefgang von 4,8 m. Die zwei 1400 PS starken Dieselmotoren erbrachten eine Überwassergeschwindigkeit von 17 kn, das entspricht 31,5 km/h. Unter Wasser wurde ein VII C–Boot von zwei Elektromotoren mit je 375 PS angetrieben, die eine Geschwindigkeit von 7,6 kn – also 14 km/h – ermöglichten.
Wie die meisten deutschen U-Boote seiner Zeit trug auch U 307 ein Emblem am Turm. Es handelte sich um ein Wikingerschiff auf einem weißen Kreuz, dem Wappen der 13. U-Flottille, der das Boot angehörte. Auf seiner letzten Unternehmung war zudem der Friesenspruch Lever dood as slaav am Turm angebracht.

## Einsatz und Geschichte

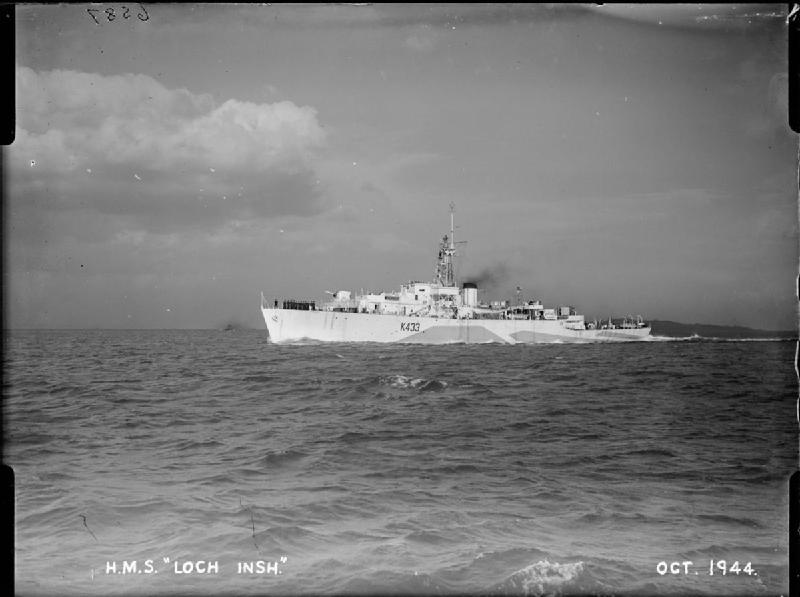
HMS Loch Insh

Bis zum 30. April 1943 gehörte U 307 zur 8. U-Flottille. In dieser Zeit war das Boot in Danzig stationiert und Kommandant Herrle unternahm Ausbildungsfahrten in der Ostsee zum Training der Besatzung. Am 1. Mai kam das Boot als Frontboot zur 11. U-Flottille, bei der es bis November desselben Jahres verblieb, dann wechselte U 307 zur 13. U-Flottille.
Bis zum Dezember 1943 lief Kommandant Herrle von Hammerfest aus zu drei Unternehmungen in das Seegebiet um Spitzbergen und die Bäreninsel aus. Ende des Jahres 1943 wurde das Boot zunächst in Drontheim, dann ab Februar 1944 in Narvik stationiert. Auf den nächsten beiden Unternehmungen war U 307 an Angriffen auf den Geleitzug RA 57 und den Geleitzug RA 59 beteiligt, begleitete das Unternehmen Haudegen und wurde selbst zur Wetterbeobachtung eingesetzt.
Am 2. Dezember 1944 übernahm Oberleutnant zur See Erich Krüger das Kommando auf U 307. Er führte das Boot auf vier weiteren Unternehmungen. Dabei patrouillierte U 307 nahe der Bäreninsel und war an einem Angriff auf den Nordmeergeleitzug RA 56 beteiligt.

### Versenkung
U 307 hatte den Stützpunkt Harstad am 17. April 1945 verlassen. Das Boot war gemeinsam mit U 286, U 313 und U 363 in die Barentssee ausgelaufen – alle trugen den Spruch Lewer dood as slaav am Turm. Die U-Bootgruppe hatte den Auftrag, nach Maßgabe der von Karl Dönitz entwickelten Rudeltaktik den Geleitzug RA 66 anzugreifen. Beim Versuch, den Geleitfahrzeugen des Konvois auszuweichen wurde U 307 von der Fregatte HMS Loch Insh am 29. April durch Wasserbomben versenkt. Schilderungen der Überlebenden deuten darauf hin, dass das Boot zunächst auf eine Mine lief, dann nach dem dadurch erzwungenen Auftauchen durch Artilleriefeuer der Fregatte HMS Loch Insh beschädigt und daraufhin von der Besatzung selbst versenkt wurde.
14 Mann konnten gerettet werden.